# 张隆溪

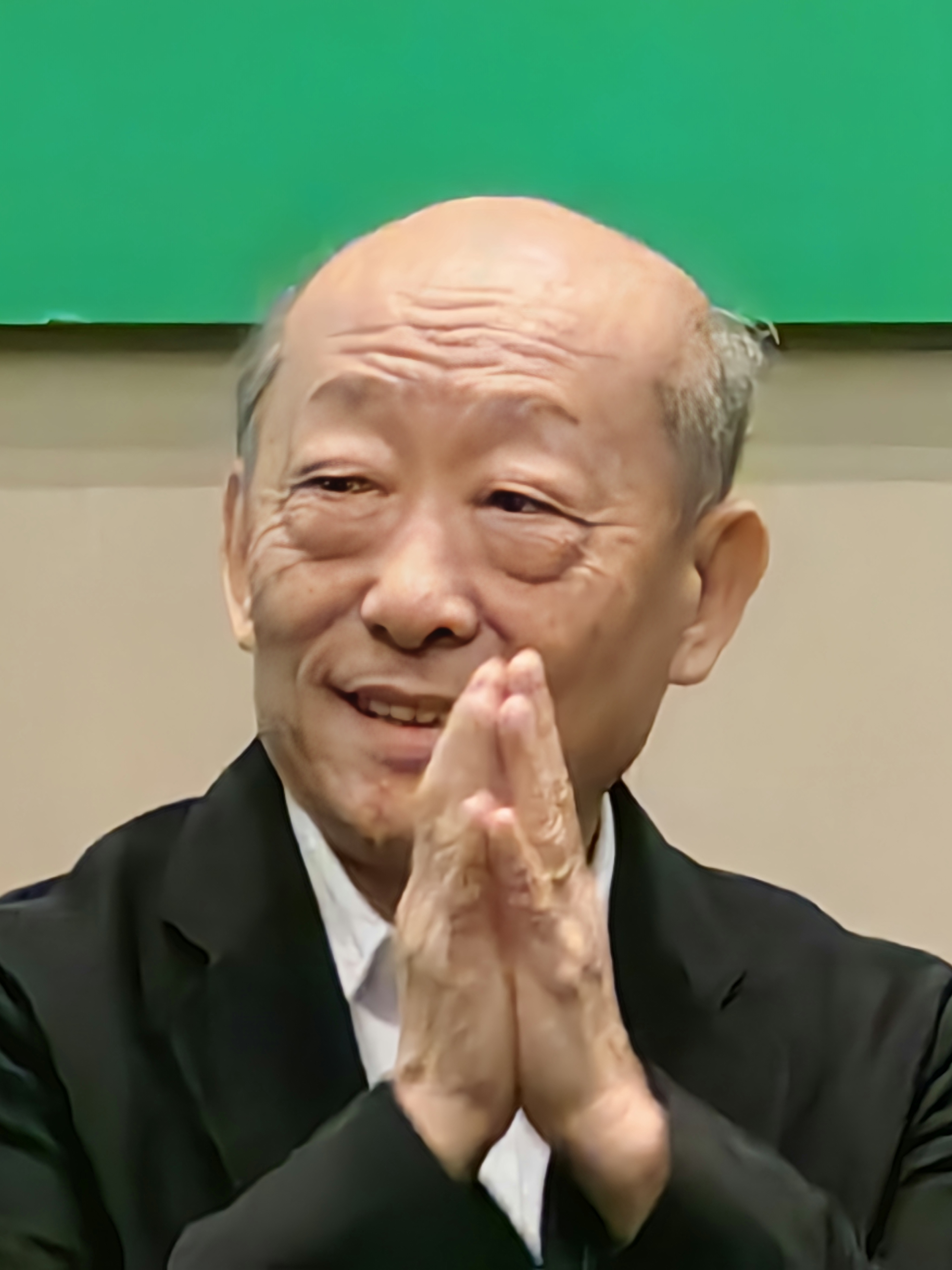
张隆溪在2023年香港书展

张隆溪（1947年—），四川成都人，中国比较文学学者，香港城市大学比较文学与翻译讲座教授。1981年毕业于北京大学，获英语文学硕士学位。1989年毕业于哈佛大學，获比较文学博士学位。2013年当选为欧洲科学院外籍院士。2016年当选为国际比较文学学会主席。 兼任武汉大学名誉教授、四川大学外国语学院名誉院长。